# Attila Sudár
Attila Sudár (ur. 11 kwietnia 1954 w Budapeszcie) – węgierski piłkarz wodny. Dwukrotny medalista olimpijski.
W 1976 w Montrealu wspólnie z kolegami został mistrzem olimpijskim. Cztery lata później znalazł się wśród brązowych medalistów igrzysk. Był mistrzem Europy w 1977.